# Castello di Litzlhof
Il castello di Litzlhof (in tedesco Schloss Litzlhof) si trova nell'omonima frazione del comune austriaco di Lendorf, Distretto di Spittal an der Drau appartenente al Land della Carinzia. La sua storia inizia nel XVI secolo.

## Storia

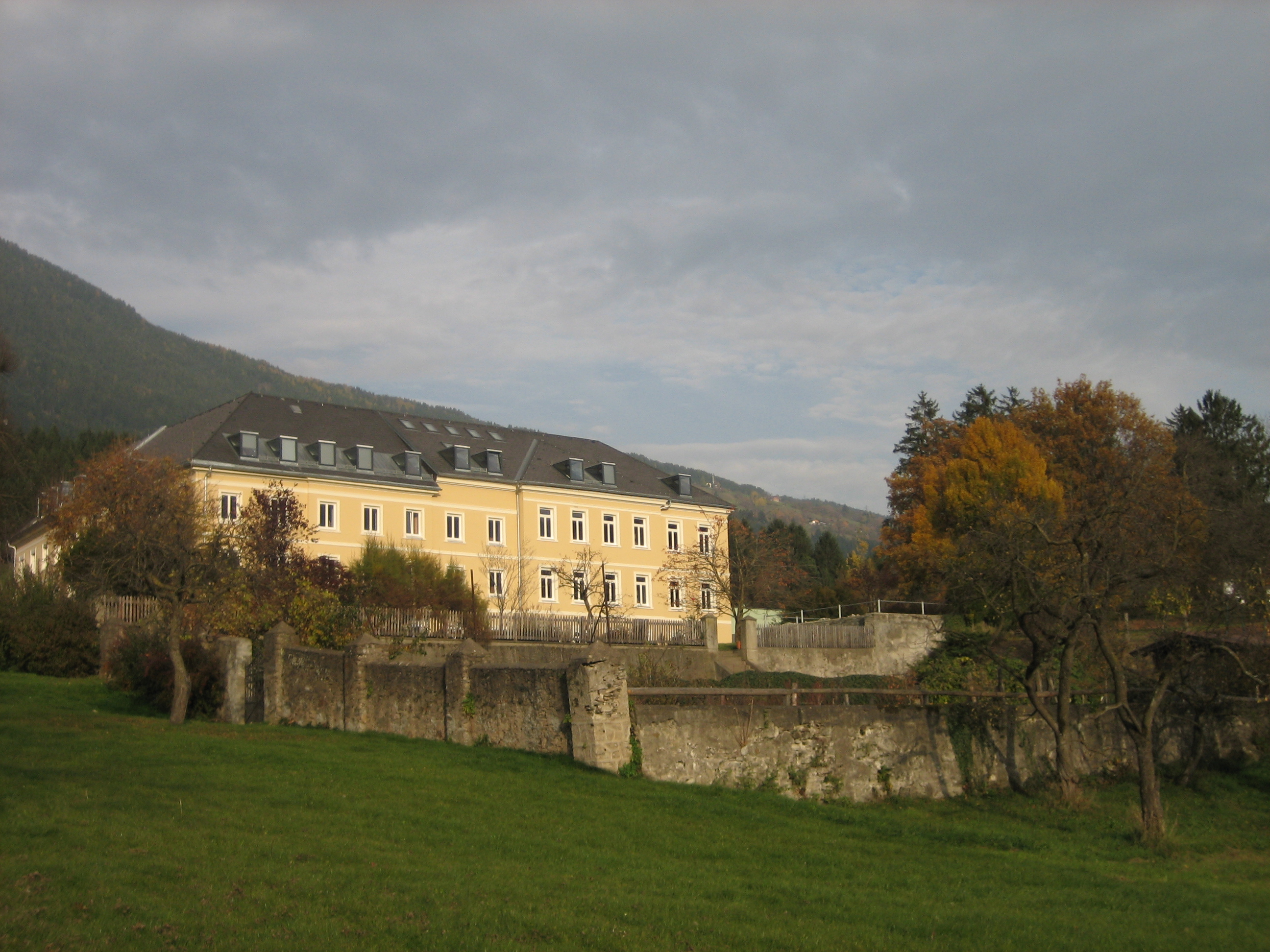
Castello di Litzlhof

Il toponimo Litzldorf compare su documenti già nel 1446 e il nome deriva dal tedesco medievale lützel, che significa qualcosa di piccolo, nel nostro caso "piccola fattoria".  L'edificio col nome Litzlhof venne menzionato per la prima volta poco più di mezzo secolo dopo, nel 1501, quando fu citato un certo Peter in dem Litzlhof come residente in quella che allora era una fattoria, un modesto maso. A quel tempo la semplice fattoria aveva due proprietari, Christoph von Weissbriach e Heinrich Saller di Sachsenburg, che la affittavano ad altri. Con un matrimonio tra membri delle famiglie le due metà furono unite e i proprietari presero il nome da Gut Litzlhofer. Il suo successore Adam Litzlhofer divenne commerciante nel 1590 a Obervellach e nel 1603 giudice cittadino. Dopo aver raggiunto una modesta ricchezza decise di iniziare importanti lavori di ristrutturazione e ampliamento della struttura. Suo figlio Adamo II studiò in Baviera e in Italia e dopo il 1635 divenne segretario del contado. Suo fratello Wilhelm fu elevato alla nobiltà nel 1648 dal conte Martin Widmann. In qualità di colonnello imperiale ed esattore delle tasse regionale poté migliorare ulteriormente la sua situazione economica e nel 1709 l'imperatore Giuseppe I d'Asburgo conferì a lui e a suo fratello il titolo nobiliare von und zu Litzlhof. L'ascesa della famiglia continuò nel XVIII secolo e nel 1718 ottenne come feudo anche il castello di Oberrosenheim. Il castello di Litzlhof venne ulteriormente ampliato e nella casa fu introdotta una conduttura per l'acqua corrente e il parco fu riorganizzato. Nel 1731 Ferdinand Chrisanth possedeva già nella sua residenza una piccola biblioteca composta principalmente da opere giuridiche e storiche. Malgrado i suoi 27 figli avuti da due mogli la famiglia Litzlhofer si estinse circa cento anni dopo. Suo nipote Johann si trovò in difficoltà finanziarie intorno al 1830. Il tenente colonnello Eduard von Litzelhofen fu nominato barone nel 1859 per la sua coraggiosa condotta nella battaglia di Solferino. Nel 1861 Josef Leopold vendette il castello al Freiherr Theodor von Aichelburg che non gestì personalmente la proprietà ma la affittò ad un contadino e oste svizzero.

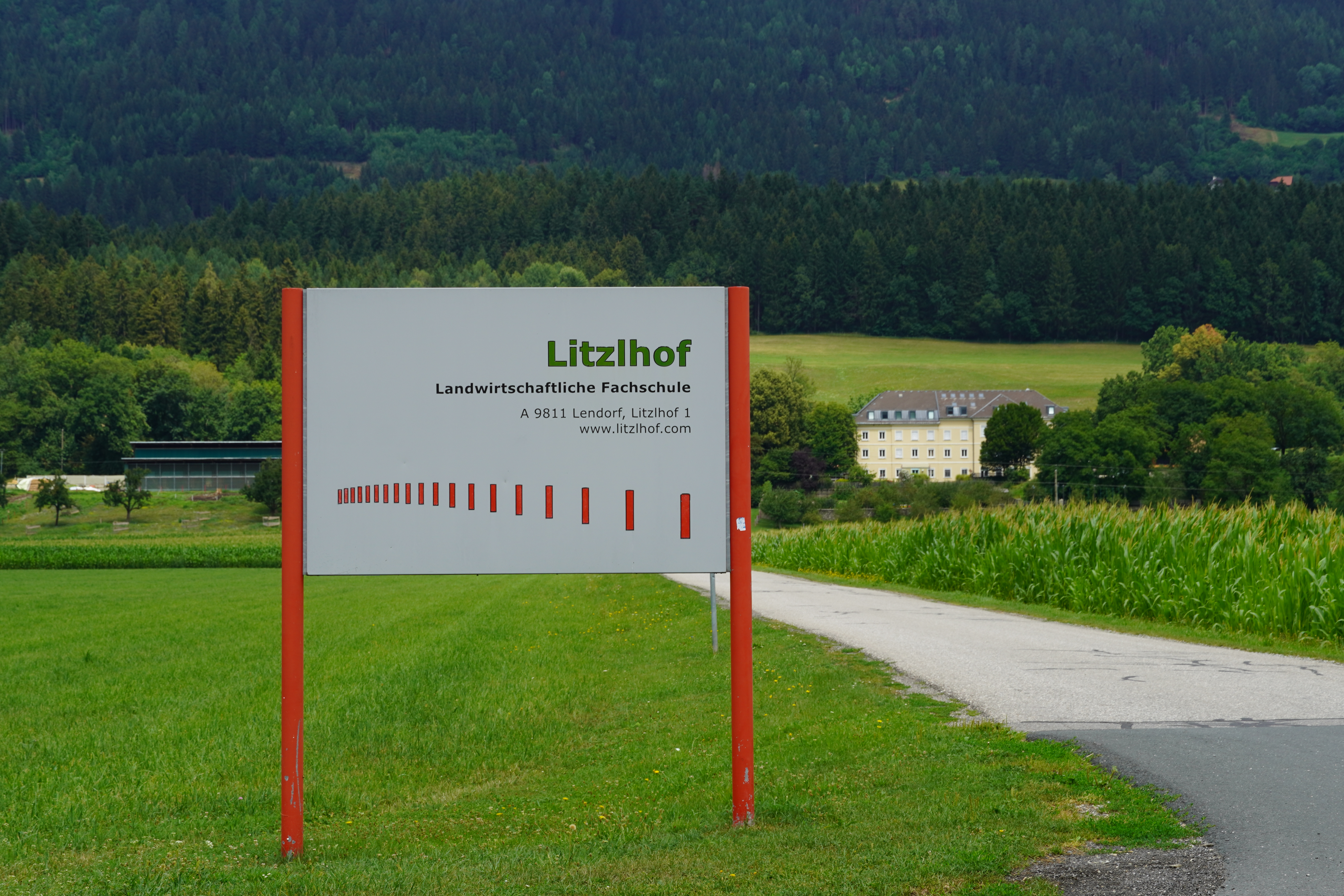
Cartello all'ingresso dell'area dell'istituto scolastico

A quel tempo il castello a due piani era poco più di una grande fattoria ma gli interni cominciavano ad offrire un certo comfort abitativo e gli ambienti erano numerosi, con due cantine e un pergolato. Nelle stalle vi erano cavalli, bovini pecore e maiali e il terreno agricolo aveva le dimensioni di una fattoria di medie dimensioni. Dopo la morte del locatario, avvenuta nel 1874, l'immobile venne acquistato da Benno Martiny di Danzica che la vendette nel 1880 dopo un incendio al notaio viennese Giuseppe Damiano. Nel 1908 fu acquistato dallo Stato della Carinzia che vi istituì una scuola agraria e fece adattare allo scopo tutti gli edifici esistenti. Per ottenere lo spazio necessario a scuola e collegio l'edificio fu rialzato di un piano. Nel 1944, in piena seconda guerra mondiale e con le scuole chiuse, vi fu allestito un grande ospedale militare e un magazzino per forniture mediche. Con la fine della guerra l'ospedale venne trasferito ed occupato dalla forze inglesi sino al 1947. Dopo il periodo di interruzione delle attività didattiche la scuola poté essere ripresa.

## Descrizione

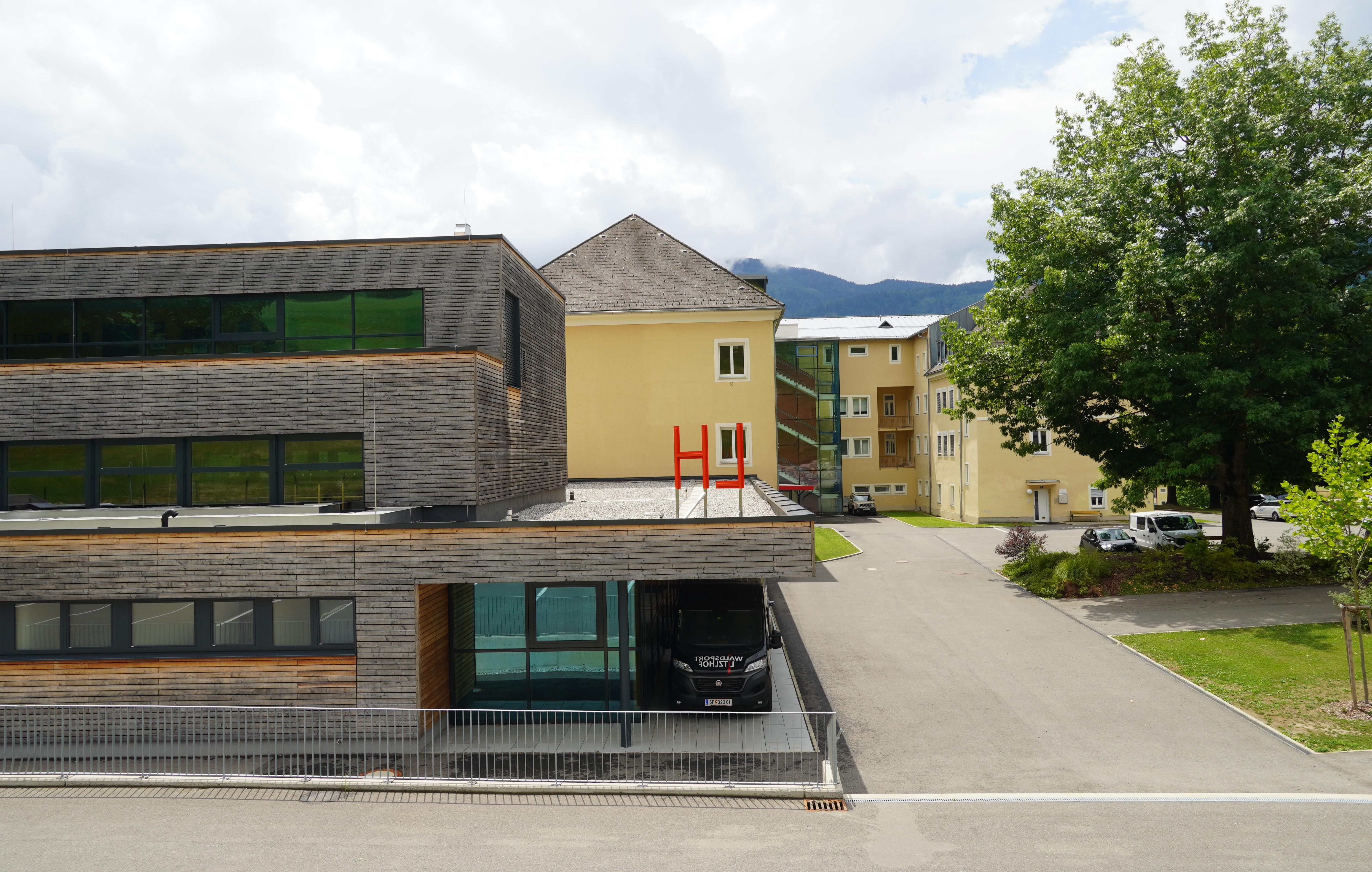
Le moderne strutture scolastiche accanto all'edificio storico

La residenza si trova a Litzlhof, frazione del comune austriaco di Lendorf nel Distretto di Spittal an der Drau, Land della Carinzia. Si tratta di un vasto complesso scolastico a tre piani, la maggior parte dei quali risale al XX secolo e solo al piano terra dell'ala sud si sono conservate alcune volte del XVI secolo. La scuola agraria Litzlhof è l'unica scuola agraria e forestale del paese ad avere un proprio alpeggio. Negli anni dal 2003 al 2006 gli edifici sono stati completamente ristrutturati e ampliati.

### Bene architettonico tutelato
Il castello di Litzlhof è stato posto sotto tutela dei monumenti da parte della Repubblica austriaca col numero 18390.